# Otto Rehhagel
Otto Rehhagel (* 9. August 1938 in Essen) ist ein ehemaliger deutscher Fußballspieler und -trainer. Er gehört zu den erfolgreichsten Trainern des deutschen Fußballs.
Als Spieler begann er in seiner Heimatstadt bei den Vereinen TuS Helene 1928 Essen und Rot-Weiss Essen, bei denen er sich einen Namen als kompromissloser Verteidiger machte. Als die erste Saison der Bundesliga startete, wechselte er 1963 zu Hertha BSC und spielte danach am längsten in seiner Laufbahn beim 1. FC Kaiserslautern. Bis 1972 absolvierte Rehhagel in der Bundesliga insgesamt 201 Spiele und erzielte dabei 23 Tore.
In den 1980er und 1990er Jahren gehörte Otto Rehhagel zu den erfolgreichsten deutschen Vereinstrainern. Die Mannschaft von Werder Bremen, die Rehhagel nach einigen kurzen Stationen von 1981 bis 1995 zum zweiten Mal trainierte, wurde 1988 und 1993 Deutscher Meister, viermal Vizemeister, gewann den DFB-Pokal 1991 und 1994 sowie den Europapokal der Pokalsieger 1992. Beim FC Bayern München war Rehhagel während der Saison 1995/96 angestellt. Er führte die Bayern in die Endspiele des UEFA-Pokals gegen Girondins Bordeaux, wurde aber wenige Tage vor dem ersten Finale wegen Erfolglosigkeit in der Meisterschaft freigestellt; unter seinem Nachfolger Franz Beckenbauer wurden beide Finalspiele und damit der UEFA-Pokal gewonnen.
Der anschließend von Rehhagel trainierte Zweitligist 1. FC Kaiserslautern stieg unter seiner Leitung nach einem Jahr wieder in die Bundesliga auf und gewann 1998 als bislang einziger Aufsteiger umgehend die Meisterschaft.
Im Sommer 2001 übernahm Rehhagel mit der griechischen Nationalmannschaft erstmals eine Länderauswahl. Nachdem das Erreichen der Endrunde der Europameisterschaft 2004 schon als Erfolg gewertet worden war, gelang dort Rehhagels Mannschaft mit dem Titelgewinn eine der größten Überraschungen der europäischen Fußballgeschichte. Nach der Weltmeisterschaft 2010 und 106 Spielen legte er sein Amt als Nationaltrainer nieder.
Im Februar 2012 kehrte Rehhagel in die Bundesliga zurück. Bei Hertha BSC wurde er engagiert, um den Verein vor dem Abstieg zu bewahren. Die Hertha stieg nach Relegationsspielen gegen Fortuna Düsseldorf, deren endgültiger Ausgang vor dem DFB-Sportgericht verhandelt wurde, im Mai 2012 ab. Rehhagel führt mit insgesamt 832 betreuten Spielen in über 24 Jahren (1974 bis 2000; 2012) die Rangliste der Bundesliga-Trainereinsätze mit großem Abstand vor Jupp Heynckes an. Auch nach Punkten ist er mit insgesamt 1.382 der erfolgreichste Trainer der Bundesliga-Geschichte.
Rehhagel suchte als Trainer meist die Nähe zu den Spielern, wobei er auch besonderen Wert auf deren menschliche Reife legte. Er stellte sich in schwierigen Zeiten stets vor seine Mannschaft. Unter Sportjournalisten galt er als überheblich und arrogant, da er ihnen oft mangelndes Fachwissen unterstellte. Kritikern seiner häufig als altmodisch empfundenen Taktik entgegnete er: „Modern spielt, wer gewinnt.“

## Kindheit und Jugend

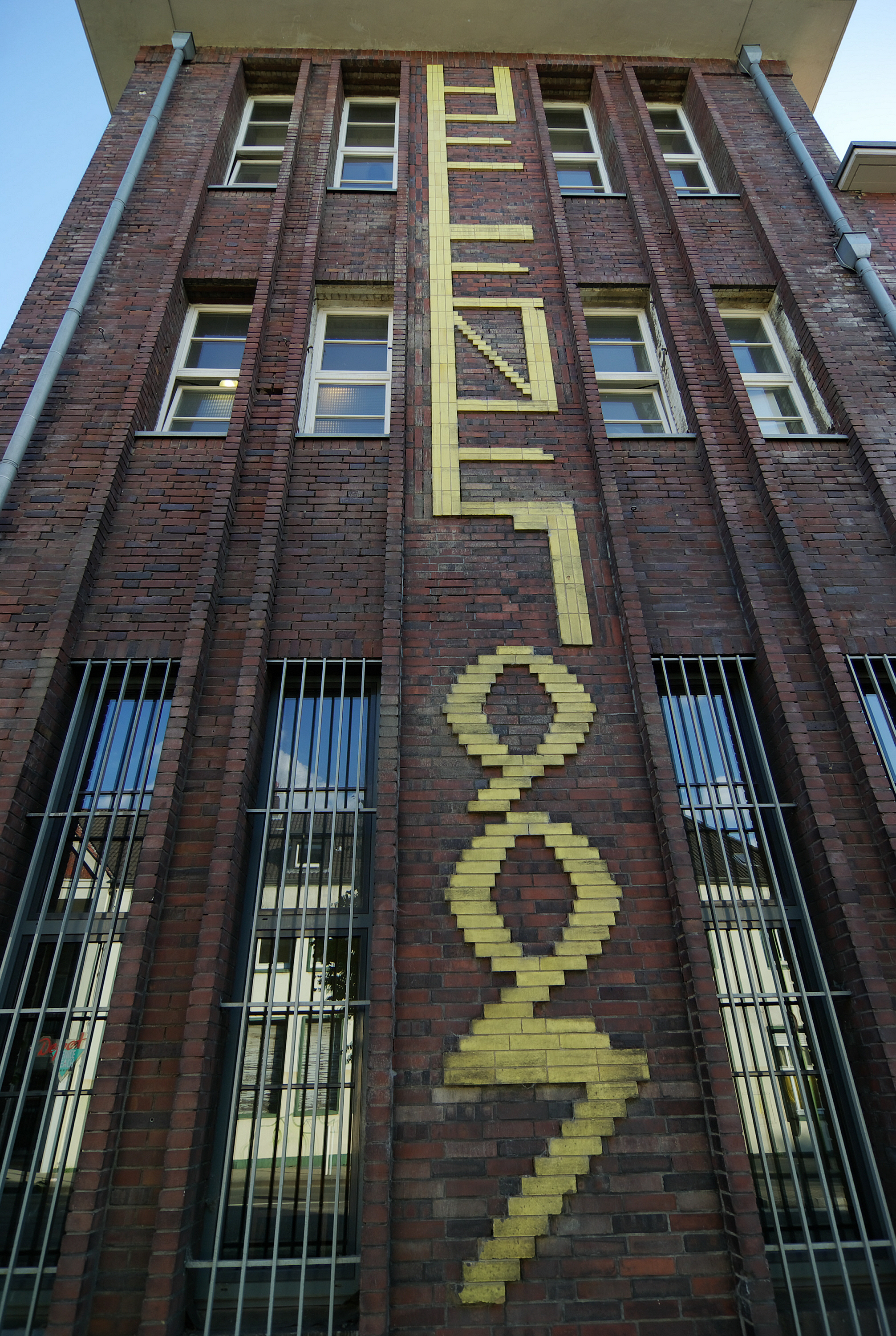
Die Zeche Helene war Rehhagels erste Arbeitsstelle, der zugehörige Betriebssportverein TuS Helene 28 seine erste Station als Fußballspieler.

Otto Rehhagel wuchs im Essener Stadtteil Altenessen auf, er war das zweitjüngste von vier Kindern. Sein Vater war Bergmann und arbeitete in der unweit der Rehhagel’schen Wohnung in der Rahmstraße 113 gelegenen Zeche Helene. Otto Rehhagels frühe Kindheit war geprägt von den Kriegsjahren, die Ruhrgebietsmetropole Essen war von Anfang März 1943 an bis kurz vor Kriegsende Ziel zahlreicher Bombenangriffe. Ein weiteres einschneidendes Erlebnis war der Tod des erst 39-jährigen Vaters im Februar 1950. Die Familie lebte nun in einfachsten Verhältnissen von der Rente der Mutter, bis Otto Rehhagel nach Abschluss der Volksschule von 1954 bis 1957 eine Lehre als Maler und Anstreicher in einem Kleinbetrieb absolvierte und nach deren Abschluss an der Zeche Helene eine Anstellung in diesem Beruf fand.

## Spielerkarriere

### TuS Helene und Rot-Weiss Essen, bis 1963
Im Alter von zehn Jahren war Otto Rehhagel in den Betriebssportverein der Zeche Vereinigte Helene & Amalie, TuS Helene 28, eingetreten. Im Sommer 1957 wechselte er in die erste Mannschaft des Vereins über. Vom Trainer wurde er, der in den Jugendmannschaften stets als Mittelstürmer gespielt hatte, in die Abwehr beordert. TuS Helene spielte in der Landesliga Niederrhein, der seinerzeit vierten Spielstufe. Zu Heimspielen fanden sich fast immer rund 1000 Zuschauer auf dem Vereinsgelände an der Bäuminghausstraße ein, Derbys gegen den Lokalrivalen BV Altenessen 06 sahen mitunter bis zu 8000 Besucher. Einen ersten sportlichen Höhepunkt erlebte Rehhagel im Februar 1959, als der Meidericher SV zum DFB-Pokalspiel zu Gast war. Durch seine Leistungen gelang es Rehhagel, auf sich aufmerksam zu machen: Georg Gawliczek, Trainer der Amateurnationalmannschaft, entdeckte das Talent des mittlerweile 21-Jährigen und berief ihn im April 1960 in die Auswahl zum Olympia-Qualifikationsspiel in Warschau gegen Polen. Gawliczek war mit dem Debütanten bei der 1:3-Niederlage zufrieden und setzte ihn auch in den beiden darauf folgenden Begegnungen gegen eine süddeutsche Auswahl in Karlsruhe sowie in einem weiteren Qualifikationsspiel in Finnland, die ebenfalls verloren gingen, ein. Zu weiteren Auswahlberufungen kam es danach nicht mehr. Im Februar 1961 nahm Rehhagel an einem von Bundestrainer Sepp Herberger geleiteten Lehrgang für Nachwuchsspieler in Duisburg-Wedau teil und im Sommer des Jahres lud ihn der damalige Chef des Westdeutschen Fußballverbands Dettmar Cramer zu einer vierwöchigen Japanreise der West-Auswahlmannschaft ein.
Einer der beiden großen Essener Fußballvereine war inzwischen auf den talentierten und ehrgeizigen Verteidiger aufmerksam geworden und Vereinspatron Georg Melches verpflichtete ihn schließlich im Sommer 1960 für Rot-Weiss Essen (RWE). Als Oberliga-Vertragsspieler erhielt Rehhagel monatlich 150 DM „Entschädigung“ (entspräche heute inflationsbereinigt ca. 420 Euro), dazu eine gut bezahlte Anstellung im Coca-Cola-Werk Essen und als Dreingabe einen VW Käfer. RWE, Überraschungsmeister des Jahres 1955 (Anmerkung: Es gab noch keine Fußball-Bundesliga, diese wurde erst 1963 gegründet), befand sich zu dieser Zeit sportlich im Niedergang. Der große Held von RWE, Helmut Rahn, hatte den Verein inzwischen verlassen, Spieler wie Torwart Fritz Herkenrath, Stopper Heinz Wewers und Halbstürmer Franz Islacker hatten ihren fußballerischen Zenit längst überschritten, als der junge Otto Rehhagel erstmals das rot-weiße Trikot überstreifte. Unter Trainer Willi Multhaup – dem späteren Bremer Meistertrainer – konnte RWE die Klasse nicht mehr halten und stieg in die 2. Liga West ab.
Rehhagel hatte sich bei Rot-Weiss Essen von Beginn an als Stammspieler etablieren können und alle 30 Oberligaspiele der Spielzeit 1960/61 bestritten. Auch in den Zweitligarunden 1961/62 und 1962/63 versäumte der harte Verteidiger kein einziges Ligaspiel. Es zeichnete sich aber schon frühzeitig ab, dass der Mannschaft die sofortige Rückkehr in die Oberliga nicht gelingen würde und für RWE damit eine Qualifikation für die ab 1963 neue höchste deutsche Spielklasse, die Bundesliga, nicht mehr möglich war. Damit war klar, dass Rehhagel seine Heimatstadt verlassen würde, seinem Jugendfreund und Mitspieler Karl Mittler hatte er schon früher anvertraut:

„Ich werd es zu was bringen. Für mich gibt es nur Fußball. Und wenn es die Bundesliga gibt, bin ich dabei, dann steig’ ich da ein.“

### Hertha BSC, 1963 bis 1966
Zum Bundesligastart unterschrieb Otto Rehhagel im Juni 1963 einen Vertrag bei Hertha BSC, RW Essen erhielt 10.000 DM (inflationsbereinigt ca. 25.700 Euro) Ablöse für den Verteidiger. Als Lizenzspieler verdiente Rehhagel nun 500 DM (ca. 1.280 Euro) zuzüglich Prämien, maximal 1.200 DM (ca. 3.080 Euro) im Monat. Er schilderte diesen Schritt später so:

„Ich werde den Anruf aus Berlin im Frühjahr 1963 nie vergessen, als mir die Hertha-Herren sagten: ‚Herr Rehhagel, wir freuen uns auf Ihr Kommen.‘ Bis dahin habe ich mit meiner Mutter zusammen in kleinen Verhältnissen in Essen gelebt. Jetzt ging’s hinaus in die große weite Welt. Ich sehe mich noch heute mit meinem VW am Theodor-Heuss-Platz stehen, so hieß der damals, und die Straße hinunterschauen zur Siegessäule und dem Brandenburger Tor und höre mich zu mir selbst sagen: ‚Otto, jetzt geht’s los!‘ Das war für mich der Startschuß zu neuen Dimensionen. Und ich rannte los. Mit großen Augen, gutgläubig, restlos begeistert und scheunentoroffen.“

Er stand am Debüttag, dem 24. August 1963, im Berliner Olympiastadion vor 60.000 Zuschauern beim 1:1-Remis gegen den 1. FC Nürnberg als rechter Verteidiger auf dem Feld. Rehhagel („großartig im Tackling, sicher im Abschlag“) zählte laut Kicker zu den stärksten Spielern in einer insgesamt enttäuschenden Hertha-Elf. Er kam in seinem ersten Jahr, 1963/64, für die Hertha auf 23 Einsätze. Dabei wurde er vom DFB Anfang Dezember im Nachgang zu einer Auseinandersetzung mit Günter Karnhof beim Auswärtsspiel beim FC Schalke 04 am 16. November 1963, bei dem Schiedsrichter Günter Sparing den Gelsenkirchener des Feldes verwiesen hatte, für sein Verhalten mit einer einmonatigen Sperre bis Mitte Dezember belegt (Karnhof wurde für zwei Monate gesperrt). In der zweiten Bundesligaspielzeit absolvierte er gemeinsam mit seinem Verteidigerkollegen Hans Eder alle 30 Ligaspiele. Am Ende der Saison 1964/65 wurde der Verein – die Mannschaft hatte gerade noch den Klassenerhalt geschafft – vom DFB zum Zwangsabstieg verurteilt. An einige Spieler, darunter Nationaltorhüter Wolfgang Fahrian, Jürgen Sundermann und Willibert Kremer waren unerlaubt hohe „Handgelder“ geflossen, um sie zu einem Wechsel an die Spree zu bewegen. In der Berliner „Stadtliga“ wurde Hertha BSC 1965/66 mit 58:2 Punkten überlegen Meister, scheiterte später in der Aufstiegsrunde zur Bundesliga an Fortuna Düsseldorf und dem FK Pirmasens. Rehhagel hatte in seiner letzten Spielzeit für die Berliner 25 Ligaspiele (3 Tore) absolviert, hinzu kamen vier Einsätze in der Aufstiegsrunde. Ein weiteres Jahr wollte er nicht in der Zweitklassigkeit spielen, daher nahm er ein Angebot des Bundesligisten 1. FC Kaiserslautern an.

### 1. FC Kaiserslautern, 1966 bis 1972
Der 1. FC Kaiserslautern hatte in den ersten drei Bundesligajahren lediglich hintere Tabellenplätze belegt: 1965 hatte man sich erst am letzten Spieltag vor dem Abstieg retten können und auch im Jahr darauf lief es unter dem ungarischen Trainer Gyula Lóránt nicht viel besser am Betzenberg; am Ende stand der FCK auf dem 15. Tabellenplatz. Der Mannschaft haftete darüber hinaus seit dem „Karten-Spiel“ bei Bayern München – drei Lauterer waren dort des Feldes verwiesen worden – das Image der „bösen Buben vom Betzenberg“ und „Klopper der Liga“ an.
Lóránt verstärkte die Mannschaft zur Saison 1966/67 um den soliden Abwehrspieler Otto Rehhagel aus Berlin, im Mittelfeld um den jugoslawischen Halbstürmer Andrija Anković und für die Sturmreihe wurde Gerd Kentschke vom KSC verpflichtet. Sportlich zeigte sich der FCK verbessert, insbesondere die Auswärtsbilanz wurde stabilisiert, am Betzenberg entwickelte sich die Mannschaft zu einer sehr starken Heimmannschaft. Mit 38:30 Punkten und Platz 5 wurde das bis dahin beste Ergebnis in der Bundesliga erreicht. Otto Rehhagel spielte zeitweise nicht auf der gewohnten Verteidiger-, sondern auf der Läuferposition und kam in dieser Runde auf 28 Ligaspiele (4 Tore). Als Nachfolger des autoritären Lóránt kam mit Otto Knefler zur Saison 1967/68 ein ganz anderer Typ Trainer nach Kaiserslautern, der einen sanfteren, quasi-demokratischen Umgang mit den Spielern pflegte. Sein Stil hatte sich aber spätestens in der Rückrunde überlebt, nach gutem Start in die Saison schwand nach einer 0:5-Schlappe in Köln am 10. Spieltag das Selbstvertrauen der Mannschaft allmählich. Nach 2:12 Punkten in der Rückrunde wurde Knefler beurlaubt, ihm folgte der frühere Assistent von Gyula Lóránt, Egon Piechaczek. Er verstärkte zur Runde 1968/69 die Abwehr mit Jürgen Rumor vom 1. FC Köln, und aus Frankfurt kam mit Jürgen „Atze“ Friedrich ein neuer Spielgestalter, der entscheidend zum Klassenerhalt beitrug.
Otto Rehhagel verletzte sich nach neun Spieltagen im Spiel gegen Bremen so schwer, dass er mehr als ein halbes Jahr pausieren musste. Zur Spielzeit 1969/70 kehrte Gyula Lóránt nach Kaiserslautern zurück. Der FCK kämpfte lange gegen den Abstieg. Lóránt wurde nach dem 23. Spieltag der Saison 1970/71 beurlaubt und durch Dietrich Weise ersetzt, den vierten und letzten Trainer, den Otto Rehhagel in seinen sechs Bundesligaspielzeiten beim 1. FC Kaiserslautern hatte. Das Heimspiel gegen den MSV Duisburg am 8. Spieltag der Runde 1971/72, das am 25. September 1971 mit 1:0 gewonnen wurde, war das letzte von 148 Bundesligaspielen Rehhagels für den FCK, in denen er 16 Tore erzielt hatte. Eine Knorpelabsprengung am Knie erwies sich als nicht reparabel.

## Trainerlaufbahn

### Ausbildung und erste Stationen

#### Ausbildung zum Fußball-Lehrer, Oktober 1969 bis März 1970
Für Otto Rehhagel stand frühzeitig fest, dass er nach dem Ende seiner Spielerkarriere Fußballtrainer werden wollte. Die DFB-Ausbildung zum Fußball-Lehrer absolvierte er als 31-Jähriger noch zu seiner Zeit als aktiver Spieler von Oktober 1969 bis März 1970 an der Sporthochschule Köln. Im letzten von Hennes Weisweiler geleiteten Lehrgang zählten die Ex-Nationalspieler Sigfried Held und Hans Tilkowski sowie Rehhagels ehemaliger Mitspieler bei Hertha BSC, Uwe Klimaschefski, zu seinen Mitschülern. Dass Rehhagel in diesem Beruf Erfolg haben würde, ahnte zu dieser Zeit bereits sein letzter Trainer beim 1. FC Kaiserslautern, Dietrich Weise:

„Mit dieser hundertprozentigen Hingabe zum Leistungssport wird von Otto sicherlich noch viel Positives zu hören sein. Dass er von der Intelligenz her im Trainerberuf Fuß fasst, steht ohnehin außer Zweifel.“

#### 1. FC Saarbrücken, Juli 1972 bis Januar 1973
Kurz nach dem Abschluss des Lehrganges in Köln trainierte der 32-Jährige die Bezirksligamannschaft des FV Rockenhausen, wenige Kilometer nördlich von Kaiserslautern, wo er weiterhin als Spieler aktiv war. Nachdem er die Mannschaft in der Winterpause als abgeschlagener Tabellenletzter übernommen hatte, wurde schließlich mit einem Platz im Mittelfeld die Klasse sicher gehalten. Nach dem verletzungsbedingten Ende seiner Fußballerlaufbahn im Herbst 1971 begann im Sommer 1972 seine erste Anstellung im höherklassigen Fußball beim 1. FC Saarbrücken 1972/73 in der Regionalliga Südwest. Beim ehemaligen Bundesligisten, der zuletzt 1964/65 die Aufstiegsrunde erreicht hatte, herrschten inzwischen amateurhafte Zustände und Rehhagel eckte alsbald bei der Vereinsführung an. Auch sportlich lief es wenig positiv beim FCS. Die mittelfristige Zielsetzung der Vereinsführung, die Qualifikation für die zweigleisige 2. Bundesliga, die 1974 die Regionalligen als Unterbau der Bundesliga ablösen sollte, schien nach hohen Niederlagen gegen Mainz und Eisbachtal in weite Ferne zu rücken. Rehhagel wurde nach rund sechs Monaten, nach einer 0:3-Auswärtsniederlage beim SV Alsenborn am 14. Januar 1973, durch Horst Zingraf ersetzt.

#### Kickers Offenbach, 1973 bis November 1975
Otto Rehhagel unterschrieb kurz darauf bei den Offenbacher Kickers, da der Trainer des Bundesligisten, Gyula Lóránt, einen Assistenten suchte. Der Ungar hatte die Kickers nach deren Wiederaufstieg 1972 übernommen und mit einer jungen, talentierten Mannschaft – Torwart Fred Bockholt, dem Nationalspieler Sigfried Held und dem Österreicher Josef Hickersberger im Mittelfeld, Manfred Ritschel und Erwin Kostedde im Angriff, dazu die Talente Winfried Schäfer aus Mönchengladbach und Dieter Müller aus dem eigenen Nachwuchs – in der Saison 1972/73 einen siebten Tabellenplatz erreicht. Rehhagel, der Lóránt bereits als Spieler in Kaiserslautern kennengelernt hatte, sah seine Chancen am Bieberer Berg sowohl im kurzfristigen Erfolg als auch in einer langfristigen Perspektive, und er versprach sich einiges von seinem Mentor Lóránt. Die Bundesligarunde 1973/74 verlief für den OFC durchwachsen. Die Mannschaft fand sich im Frühjahr 1974 auf dem zwölften Platz wieder, wirkte übertrainiert, ausgelaugt und wenig motiviert. Ende März wurde Lóránt nach einer 0:4-Niederlage beim VfB Stuttgart freigestellt, und sein Assistenztrainer Rehhagel übernahm diese Position.
Der 36-jährige Otto Rehhagel gehörte nun neben Heinz Höher, Sepp Piontek, Erich Ribbeck und Willibert Kremer der jungen Generation von Cheftrainern der Bundesliga an. Sein erstes Spiel als verantwortlicher Übungsleiter im Fußball-Oberhaus fand am 2. April 1974 am Bieberer Berg gegen den VfL Bochum statt und endete 2:2. Die Kickers belegten am Saisonende Platz 10 und die Vereinsführung unter Hans-Leo Böhm bot Rehhagel einen Vertrag für eine weitere Spielzeit an. Otto Rehhagel sorgte für gute Stimmung in der Mannschaft, indem er lockerere Sitten einführte:

„Ich habe von meinen Trainern fast immer nur eines gehört: ‚Junge du mußt rennen und rankloppen.‘ Von psychologischer Betreuung, daß Leistung auf keinen Fall zu produzieren ist, haben die meisten keinen blassen Schimmer. Als ich noch aktiv war, fühlte ich mich deswegen oft allein gelassen. Damals habe ich mir geschworen: Wenn du jemals als Trainer arbeiten solltest, dann wirst du mit deinen Spielern reden, über alle Nöte, über jedes Problemchen.“

Das Startprogramm für die Saison 1974/75 – der OFC trat mit nahezu unverändertem Kader an – sah für den ersten Spieltag ein Heimspiel gegen den amtierenden deutschen Meister und Europapokalsieger FC Bayern München vor. Die Kickers schlugen die favorisierte Bayern-Mannschaft um die neuen Weltmeister Sepp Maier, Franz Beckenbauer, Georg Schwarzenbeck, Uli Hoeneß und Gerd Müller mit 6:0. Wie 23 Jahre später, als Rehhagel mit dem 1. FC Kaiserslautern zum Auftakt gegen die Bayern gewann, profitierte die Mannschaft lange Zeit von diesem Anfangserfolg und verpasste nur knapp die Herbstmeisterschaft. Erwin Kostedde reifte unter Rehhagels Fürsorge zu einem Topstürmer heran, er brachte es später auf drei Einsätze in der deutschen Nationalmannschaft; auch ein weiterer Angreifer der Rehhagel-Elf, Manfred Ritschel, schaffte den Sprung in die deutsche Auswahl. Die Mannschaft erzielte 72 Tore in der Saison 1974/75, bekam aber auch viele Gegentreffer, in der Presse wurde von einem „Hurra-Stil“ gesprochen. Rehhagel gestand später ein:

„Als ich in Offenbach die Nachfolge von Gyula Lorant antrat, habe ich mich unheimlich reingekniet. Ich wollte meinen Weg gehen und habe sicherlich manchmal überzogen.“

Am Ende der Saison, in der die Mannschaft offensichtlich zeitweise über ihre Verhältnisse gespielt hatte, rutschten die Kickers aus den UEFA-Cup-Rängen und belegten Platz 8.
Zur Runde 1975/76 verlor Rehhagel mit Kostedde und Schäfer zwei seiner wichtigsten Spieler. Nach drei hohen Niederlagen hintereinander – 2:6 in Duisburg, 0:4 gegen RW Essen und 1:5 beim VfL Bochum – fand sich der OFC nach fünf Spieltagen auf dem vorletzten Platz wieder. Das darauf folgende Derby gegen Eintracht Frankfurt bot der Rehhagel-Elf die Gelegenheit zur Wiedergutmachung. 25.000 Zuschauer sorgten für eine aufgeladene Atmosphäre am Bieberer Berg, Rehhagels Mannschaft ging „heiß“ und übermotiviert in die Begegnung. In der 6. Minute wurde Manfred Ritschel von Schiedsrichter Walter Eschweiler vom Platz gestellt, kurz vor der Halbzeit gab es einen Elfmeter für die Kickers, den Hickersberger zum 1:0 verwandelte. Dennoch war Rehhagel in Rage und nicht zu beruhigen. Er stürmte auf den rheinländischen Schiedsrichter zu und warf ihm vor, bestochen worden zu sein. Eschweiler meldete den Vorfall dem DFB; Rehhagel war bereits im April des Jahres, ebenfalls beim Derby gegen die Eintracht, aufgefallen, als er Abwehrspieler Amand Theis zugerufen hatte: „Tritt dem Hölzenbein doch in die Knochen“. Der Verband hatte ihn daraufhin zu einem Monat Sperre sowie 3000 DM Geldstrafe verurteilt. In der Zeit bis zur Verhandlung, die für den 20. November angesetzt war, ging es mit der Mannschaft sportlich deutlich bergab. Das Präsidium entschied dennoch, an Rehhagel festzuhalten, da die Spieler hinter dem Trainer standen. Der Prozess in Sachen „Eschweiler“ nahm zunächst einen positiven Verlauf, bis der Offenbacher Vizepräsident Waldemar Klein aussagte. Klein erläuterte den verblüfften Anwesenden, dass ihm Linienrichter Porta nach dem Spiel versichert habe: „Wenn ich alles zur Anzeige bringen würde, was der Rehhagel gesagt hat, dann würde das Sperre auf Lebenszeit bedeuten.“ Als Porta nun nachträglich in den Zeugenstand geladen wurde, wendete sich die Verhandlung zu Rehhagels Ungunsten und er wurde zu einer zweimonatigen Sperre und 5000 DM Strafe verurteilt. Am nächsten Morgen erhielt er von Präsident Böhm die fristlose Kündigung. Sein Nachfolger beim OFC wurde „Tschick“ Čajkovski, die Kickers stiegen am Saisonende aus der Bundesliga ab.

### Trainer verschiedener Clubs zwischen 1976 und 1981

#### Werder Bremen, Februar bis Juni 1976
Kurz nach dem Ablauf seiner Sperre wurde Otto Rehhagel am 29. Februar 1976 vom SV Werder Bremen verpflichtet. Die Norddeutschen standen nach der 0:1-Heimniederlage gegen Eintracht Braunschweig am 22. Spieltag auf Platz 14 der Bundesligatabelle und befanden sich in akuter Abstiegsgefahr, so dass die Vereinsführung Trainer Herbert Burdenski freistellte und Rehhagel als „Feuerwehrmann“ an die Weser holte. Das Vertragsende von Rehhagel war von Beginn an auf den Tag des letzten Saisonspieles am 12. Juni 1976 datiert, da Hans Tilkowski als Trainer für die neue Saison vorgesehen war. Für den Klassenerhalt wurden 20.000 DM Prämie festgelegt. Rehhagel änderte die Aufstellung der Bremer, nahm einige taktische Veränderungen vor und ließ die Mannschaft mit konventioneller Manndeckung spielen. „Hauteng decken und vor allem kämpfen, kämpfen, kämpfen“, lautete seine Devise. Nach einer 0:2-Niederlage im ersten Spiel in Karlsruhe stabilisierte sich die Mannschaft allmählich und war vor allem in Heimspielen erfolgreich. Am vorletzten Spieltag sicherte sich die Mannschaft durch einen 2:0-Erfolg im Weserstadion gegen den MSV Duisburg den Klassenerhalt. Nach dem Spiel stürmten die Fans das Spielfeld und trugen Rehhagel auf den Schultern um den Platz. In Bremen war man zufrieden mit Rehhagels Arbeit und wollte ihm einen neuen Vertrag anbieten. Rehhagel aber erhielt schon kurz nach Saisonende ein kurzfristiges Angebot von Borussia Dortmund, nachdem dort die erhoffte Verpflichtung des aus Barcelona nach Deutschland zurückgekehrten Hennes Weisweiler nicht zustande gekommen war.

#### Borussia Dortmund, Juni 1976 bis April 1978
Otto Rehhagel unterschrieb bei Borussia Dortmund einen Einjahresvertrag. Der BVB kehrte als Vizemeister der 2. Bundesliga Nord nach Aufstiegsspielen gegen den 1. FC Nürnberg in die Bundesliga zurück. Schon vor den Aufstiegsspielen hatte festgestanden, dass Horst Buhtz den Verein verlassen und zum 1. FC Nürnberg, dem Gegner in den Entscheidungsspielen, wechseln würde. Da die Dortmunder Vereinsführung einen Interessenkonflikt befürchtete, trennte sie sich von Buhtz und verpflichtete Rehhagel. Damit war er nach Otto Knefler und Buhtz der dritte Trainer in dieser Saison. Die Spieler hätten lieber Hennes Weisweiler oder Erich Ribbeck als neuen Übungsleiter gesehen, zumal Rehhagel der Ruf vorauseilte, ein besonders „harter Hund“ zu sein. Kaum in Dortmund angekommen, raubte er den Westfalen, die mit einer Verpflichtung von Günter Netzer von Real Madrid liebäugelten, eine weitere Illusion:

„Ein Ding läuft hier in Dortmund nicht: Wir können nicht neben Herrn Lippens auf Linksaußen, neben Herrn Varga im Mittelfeld auch noch Herrn Netzer gebrauchen. Herr Netzer ist ebensowenig ein Kämpfer wie die beiden erstgenannten Herren. Denn er geht ebenfalls keinen Schritt zurück. Wir brauchen keine alternden Stars, Netzer paßt nicht in meine Vorstellungen für die nächste Saison.“

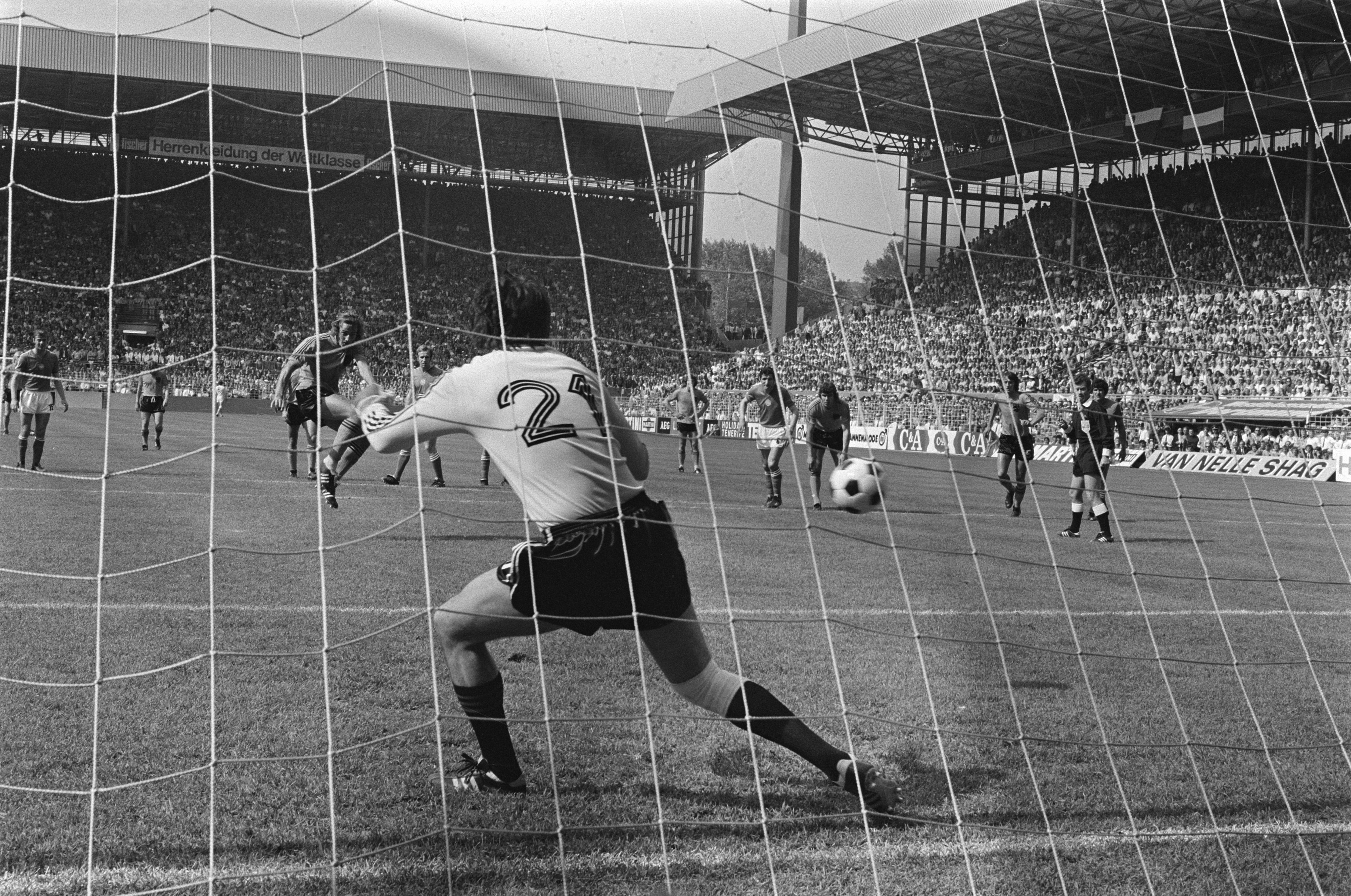
Ab 1974 sorgte das Westfalenstadion beim BVB für höhere Einnahmen – und für eine wachsende Erwartungshaltung.

Der Bundesligarückkehrer galt als einer der zukunftsträchtigsten Vereine der Liga, was in erster Linie an der „Geldquelle“ Westfalenstadion lag. Neben der Verpflichtung von Willi Lippens aus Essen (was angesichts seines Alters von 31 Jahren kritisiert wurde), der mit 30.000 DM eher ein relativ günstiger Transfer war, holte Rehhagel für 600.000 DM Ablöse den 30-jährigen Erwin Kostedde in den Kader. Im Oktober wurde Manfred Burgsmüller von RWE als Verstärkung für die Offensive verpflichtet.
Burgsmüller wurde noch vor Kostedde bester Dortmunder Torschütze der Saison 1976/77. Der BVB bot seinem Publikum eine erfrischende, offensive Spielweise, erzielte 73 Tore und belegte am Saisonende den achten Platz.
Die Erwartungen für die nächste Spielzeit waren nach der erfolgreichen Aufstiegssaison hoch, doch Rehhagel versäumte es, die Mannschaft systematisch zu verstärken. Mit dem 35-jährigen Sigfried Held aus Offenbach holte er einen altgedienten „Veteranen“. Die Borussia kam in der Runde 1977/78 nie über einen Mittelfeldplatz hinaus, entsprechend groß war die Enttäuschung rund um den Borsigplatz. Der einzige Höhepunkt war der 2:0-Erfolg durch einen Burgsmüller-Doppelpack im Revierderby am 31. Spieltag auf Schalke, womit der Klassenerhalt gesichert war. Die Meisterschaft machten der 1. FC Köln und Borussia Mönchengladbach unter sich aus.
Am letzten Spieltag traf die Rehhagel-Elf auf den Tabellenzweiten aus Mönchengladbach. Die Mannschaft von Udo Lattek war punktgleich mit der Weisweiler-Elf aus Köln, die gleichzeitig beim FC St. Pauli antreten musste, und hatte damit noch Chancen auf den Meistertitel. Ein Sieg gegen den BVB war Voraussetzung. Das Spiel am 29. April 1978 ging in die Bundesliga-Geschichte ein, denn Gladbachs Offensive mit Heynckes, Nielsen, Simonsen, del’Haye und Lienen überrollte die wenig motivierten Dortmunder. Gladbach gewann mit 12:0, dem bis heute höchsten Ergebnis im deutschen Fußball-Oberhaus. Doch für Gladbach reichte dies nicht zur Meisterschaft, denn Köln gewann gleichzeitig mit 5:0. Für Rehhagel bedeutete dieses Debakel das Ende seiner Trainertätigkeit in Dortmund. In der Presse bekam er den Spitznamen „Otto Torhagel“ angehängt, die Mannschaft wurde spöttisch „BVB 012“ genannt. Darüber hinaus wurden die Dortmunder der „Schiebung“ verdächtigt, zumal Rehhagel im Vorfeld des Spieles Sympathien für Gladbach geäußert haben soll. „Die Leute, die das geschrieben haben, wagen heute nicht mehr, mit mir zu sprechen. Das hat zuerst in der ‚Bild‘-Zeitung gestanden, die haben einfach einen Aufhänger gesucht.“

#### Arminia Bielefeld, Oktober 1978 bis Oktober 1979
Im Oktober 1978 unterschrieb Rehhagel, der inzwischen seinen 40. Geburtstag gefeiert hatte, beim Bundesliganeuling Arminia Bielefeld. Der Aufsteiger war am 8. Spieltag auf den vorletzten Platz abgerutscht und hatte sich daraufhin von Trainer Milovan Beljin getrennt. Rehhagel trainierte das Team um Volker Graul, Frank Pagelsdorf, Lorenz-Günther Köstner, Christian Sackewitz und den jungen Torhüter Uli Stein mit Härte. Der für Bundesligaverhältnisse eher schwach besetzten Arminia gelang es, dank einiger beachtlicher Ergebnisse wie einem 4:0-Auswärtserfolg beim FC Bayern, vorübergehend aus dem Tabellenkeller herauszukommen. Am Ende fehlten zwei Punkte für den rettenden 15. Platz, am letzten Spieltag der Saison 1978/79 besiegelte eine Auswärtsniederlage in Dortmund den Abstieg.
Die Vereinsführung war dennoch zufrieden mit Rehhagels Arbeit und hätte ihn gerne länger beschäftigt. Doch dieser bat im Oktober 1979, nach wenigen Spielen in der Zweiten Liga, um die Auflösung seines Vertrags. Arminia-Präsident Jörg Auf der Heyde kommentierte:

„In der zweiten Liga hätte Herrn Rehhagels Eigenmotivation stark gelitten. Das war nichts mehr für ihn. Dabei hätte der Otto Rehhagel mit unserer zukunftsträchtigen jungen Truppe doch endlich einmal beweisen können, daß das Vorurteil nicht stimmt, er könne mit Mannschaften nur kurzfristige Erfolge erzielen. Er hat die Chance verstreichen lassen.“

#### Fortuna Düsseldorf, Oktober 1979 bis Dezember 1980

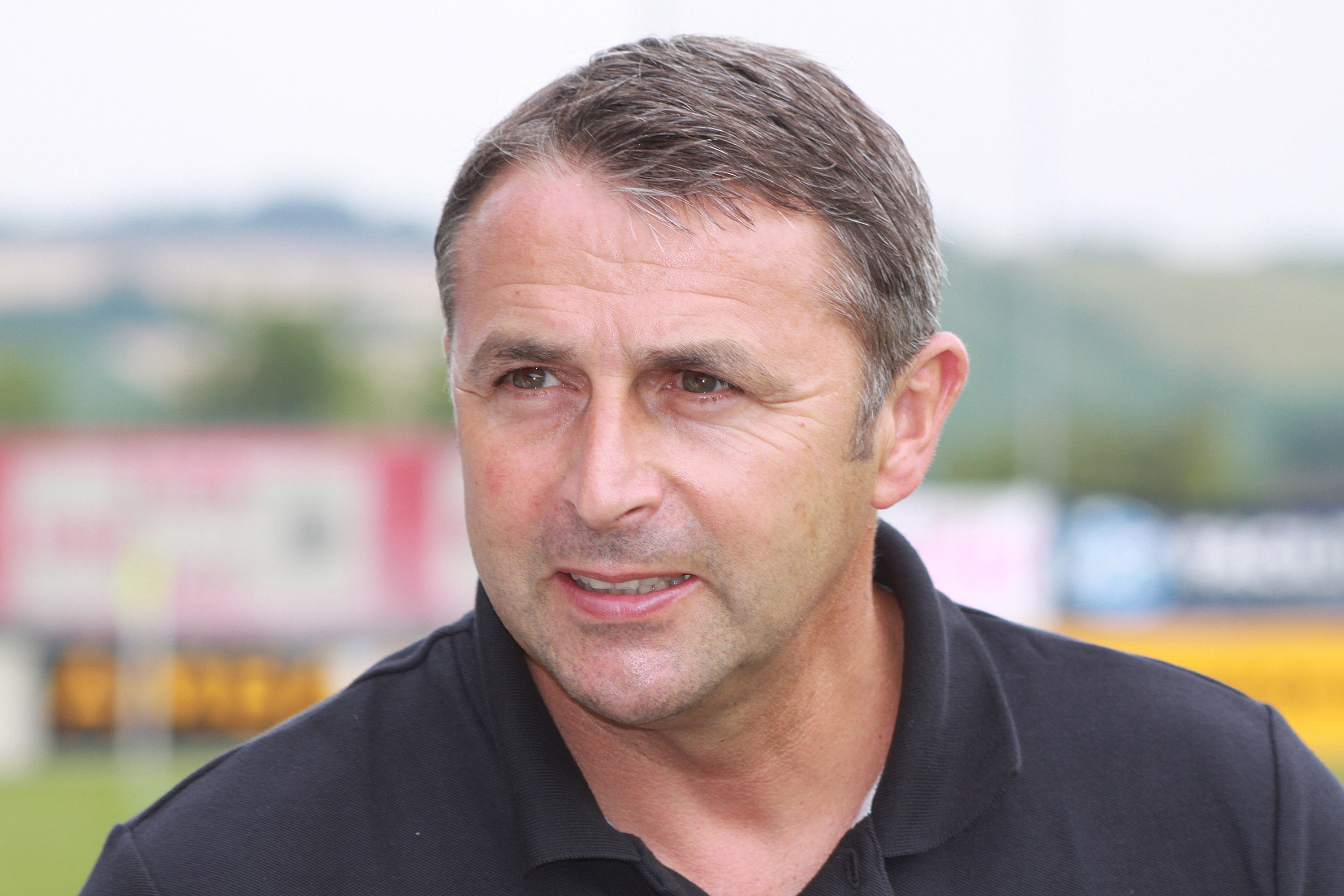
Klaus Allofs gehört zu einer ganzen Reihe von Spielern, die Rehhagel im Laufe ihrer Karriere zu anderen Vereinen folgten. Der Düsseldorfer wechselte 1990 nach Bremen.

Rehhagel wurde am 12. Oktober von Fortuna Düsseldorf verpflichtet. Mit 5:11 Punkten auf dem 16. Platz stehend, wurde Trainer Hans-Dieter Tippenhauer, trotz der jüngsten Erfolge im Pokal – Pokalendspiel 1978, DFB-Pokalsieg und Erreichen des Endspiels im Europacup der Pokalsieger 1979, beurlaubt. Die Mannschaft um Libero Gerd Zewe und Wolfgang Seel im offensiven Mittelfeld sowie den jungen Allofs-Brüdern Klaus und Thomas im Angriff konnte sich mit dem Trainerwechsel zunächst nicht anfreunden. Klaus Allofs meinte später dazu:

„Er kam als Feuerwehrmann, als der Sprücheklopfer, als der Trainer, der eine Mannschaft retten kann, aber nicht lange bleibt. Er hatte zwar schon einige Vereine hinter sich, aber noch nicht die Erfahrung. Dennoch war er in der Lage, die Mannschaft gut einzustellen, das Wesentliche zu erkennen.“

Rehhagel fand auch in Düsseldorf den richtigen Draht zu den Spielern, die Mannschaft zeigte sich auf dem Feld schon bald disziplinierter, aggressiver und einsatzfreudiger. Das gestiegene Selbstvertrauen spiegelte sich auch schnell in der Tabelle wider: Die Fortuna blieb in den ersten fünf Spielen unter Rehhagel ungeschlagen und kletterte auf den 10. Platz. Trotz einiger Rückschläge landete sie am Saisonende 1979/80 auf dem 11. Rang, hatte zum dritten Mal in Folge das Pokalfinale erreicht und durch ein 2:1 über den Lokalrivalen 1. FC Köln wie im Vorjahr den DFB-Pokal gewonnen.
Kurz vor Ende der Vorrunde 1980/81, am 5. Dezember 1980, stand die Fortuna nach einer 0:3-Niederlage in Kaiserslautern allerdings erneut auf Platz 16. Mit Heinz Höher hatte sich der Vorstand schon vor der Entlassung Rehhagels die Dienste eines neuen „Feuerwehrmannes“ gesichert. Norbert Kuntze behauptet in seiner Rehhagel-Biographie, dass dieser den hohen Erwartungen, die man in ihn gesetzt hatte, nicht gerecht geworden sei: „Obwohl er immer wieder tiefstapelte, strahlte er durch Wortwahl und Habitus stets aus, dass er auch höhere Ziele würde erreichen können.“

### Werder Bremen, 1981 bis 1995

#### Rehhagels Rückkehr nach Bremen
In den Bundesligaspielzeiten zwischen 1969 und 1980 hatte Werder Bremen siebenmal Rang 11 der Abschlusstabelle belegt, sich häufig in Abstiegsgefahr befunden und nie die Chance auf einen Titel oder internationale Wettbewerbe gehabt. 1980 war man nach 17 Jahren ununterbrochener Bundesligazugehörigkeit abgestiegen. In der Zweitligasaison 1980/81 unter Trainer Kuno Klötzer gelang die Meisterschaft in der 2. Bundesliga Nord und damit der sofortige Wiederaufstieg.
Trainer Klötzer wurde nach einem Autounfall im Winter zunächst durch Werders damaligen Manager Rudi Assauer vertreten, der schon einige Male zuvor als Trainer ausgeholfen hatte. Klötzer kehrte kurzzeitig auf die Bank zurück, aufgrund gesundheitlicher Rückschläge musste er aber erneut pausieren. Ab dem 29. März wurde er dauerhaft durch Otto Rehhagel ersetzt. Einem 4:2 in Solingen war bei Rehhagels Heimpremiere ein 6:0 gegen Alemannia Aachen gefolgt, bei dem die Mannschaft Traumfußball zelebriert hatte. Klötzer verzichtete nach seiner Genesung zugunsten von Rehhagel auf den Posten als Werder-Trainer.

#### Vom Aufsteiger zur Spitzenmannschaft
In der Vorschau zur Bundesligasaison 1981/82 äußerte sich das Fachmagazin Kicker skeptisch im Hinblick auf die Dauerhaftigkeit der Zusammenarbeit zwischen Rehhagel und Werder Bremen:

„Die Vergangenheit von Verein und Trainer lässt nicht unbedingt darauf schließen, daß die jetzige ‚Ehe‘ gut geht. Möglicherweise haben aber beide Teile nun ihre Sturm- und Drangjahre hinter sich.“

Im ersten Bundesligajahr setzte Rehhagel weiter auf die Aufstiegself um die Routiniers Burdenski, Fichtel, Kamp und Kostedde sowie die Entwicklung der Nachwuchskräfte Otten, Meier und Rautiainen und verstärkte den Kader lediglich um den Japaner Yasuhiko Okudera (Hertha BSC) sowie Nachwuchstalent Rigobert Gruber (Eintracht Frankfurt); mit Erfolg, denn Werder hatte im Saisonverlauf nicht nur mit dem Abstiegskampf nie etwas zu tun, sondern von den ersten Spieltagen an stets Kontakt zur Tabellenspitze und belegte am Ende des ersten Bundesligajahres einen kaum erwarteten fünften Platz.
Beim ersten Heimspiel am 14. August 1981 gegen Arminia Bielefeld hatte der Werder-Spieler Norbert Siegmann den heranstürmenden Arminen Ewald Lienen bei einem Zweikampf mit den Stollen am Oberschenkel erwischt, wodurch sich dieser eine rund 20 cm lange Risswunde zugezogen hatte. Der Gefoulte war daraufhin aufgesprungen und auf Rehhagel zugerannt, weil er glaubte, dieser habe Siegmann mit den Worten „Pack ihn dir!“ aufgehetzt. Dieses Ereignis wurde über Wochen diskutiert. Rehhagel wurde in der Presse kritisiert, von erbosten Fußballanhängern beschimpft und musste aufgrund von Morddrohungen seitens einiger Bielefeld-Fans Polizeischutz beantragen. Darüber hinaus hatte dieser Vorfall ein weiteres Verfahren vor dem DFB-Kontrollausschuss zur Folge. Chefankläger Hans Kindermann forderte drei Monate Sperre und 10.000 DM Strafe, wobei er in Anspielung auf die Geschehnisse in Offenbach betonte, dass Rehhagel bereits zum zweiten Mal in einer solchen Angelegenheit vor Gericht stünde. Dem Bremer Trainer konnte schließlich keine Schuld nachgewiesen werden, sodass der Prozess mit einem Freispruch endete.

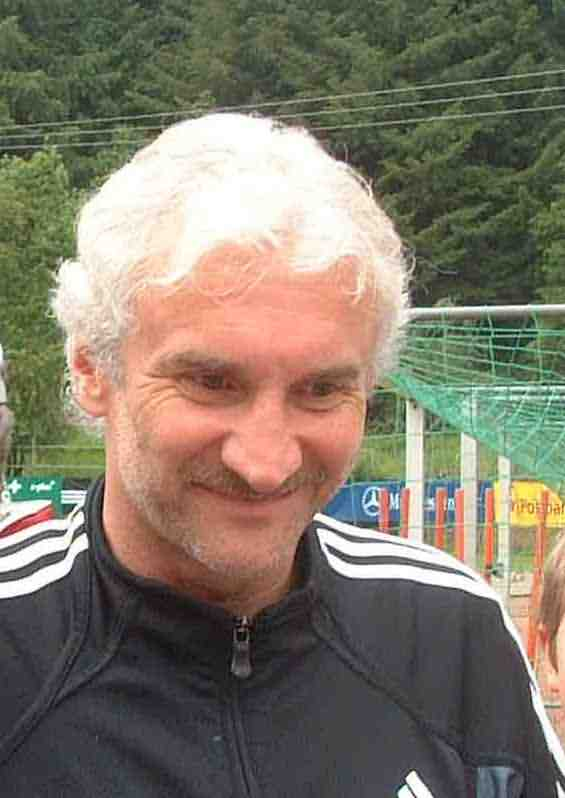
Rudi Völler (hier auf einem Bild aus dem Jahr 2004) zählte Mitte der 1980er Jahre zu Rehhagels prominentesten „Zöglingen“ in Bremen.

 Zur zweiten Saison 1982/83 holte Rehhagel mit Rudi Völler und Wolfgang Sidka zwei Zweitligaspieler und mit Frank Neubarth von Concordia Hamburg einen Amateur in den Kader, die zu langjährigen Stützen der Werder-Elf wurden. Insbesondere Völler erwies sich in seiner ersten Saison in Bremen als Glücksgriff: Er wurde mit 23 Treffern auf Anhieb Bundesliga-Torschützenkönig und in der Vorrunde erstmals in die Nationalmannschaft berufen. Die offensivfreudige Rehhagel-Elf lag in ihrem zweiten Erstligajahr nach einer fulminanten Rückrunde mit 13 Siegen aus 17 Spielen am Ende gleichauf mit dem Meister Hamburger SV und verpasste nur aufgrund der etwas schlechteren Tordifferenz den Meistertitel. Mit einem weiteren fünften Platz im dritten Jahr 1983/84 bestätigte die Mannschaft von Otto Rehhagel ihre Zugehörigkeit zu den Spitzenmannschaften im deutschen Fußball.

#### „König Otto“, der Meistertrainer
In den Spielzeiten 1984/85 und 1985/86 wurde Werder jeweils Vizemeister, beide Male hinter Bayern München und beim zweiten Mal äußerst knapp: Der schon sicher geglaubte Titel wurde am vorletzten Spieltag durch ein Remis gegen Bayern München, wobei Michael Kutzop, ein ansonsten sicherer Elfmeterschütze, in der Schlussminute einen Elfmeter vergab, sowie die abschließende 1:2-Niederlage in Stuttgart verspielt. Rehhagel gelang es aber, den im Vergleich zu den Bundesligagrößen FC Bayern und Hamburger SV mit vergleichsweise geringen Mitteln ausgestatteten Verein weiterhin auf hohem Niveau zu halten. Nicht zuletzt durch Zukäufe von in Deutschland bis dahin unbekannten ausländischen Spielern wie Rune Bratseth (1986) oder Wynton Rufer (1989), die in dieser Zeit zu Norwegens bzw. Ozeaniens Fußballer des Jahres wurden. Durch Reaktivierung von fast schon vergessenen „Altstars“ wie „Manni“ Burgsmüller (1986) oder Klaus Allofs (1990), aber auch durch das Heranführen von Nachwuchskräften wie Frank Ordenewitz hielt er die Mannschaft auf konstant hohem spielerischen Niveau. Als Rudi Völler den Verein im Sommer 1987 in Richtung Rom verließ, hatte Rehhagel mit Karl-Heinz Riedle von Bundesliga-Absteiger Blau-Weiß 90 Berlin schnell eine adäquate Alternative gefunden.
Rehhagels glückliche Hand bei der Verstärkung der Mannschaft und seine Taktik der „kontrollierten Offensive“ waren schließlich von Erfolg gekrönt. Nach der knapp verpassten Meisterschaft des Jahres 1986 folgte 1986/87 eine etwas schwächere Spielzeit (5. Platz), nach der viele bereits befürchteten, Werder würde sich im Mittelmaß wiederfinden. Doch im Sommer 1988 hieß der Deutsche Meister erstmals seit 1965 wieder Werder Bremen. In dieser Spielzeit hielt Werder lange Zeit auch in den Pokalwettbewerben mit und schied sowohl im DFB-Pokal als auch im UEFA-Cup erst im Halbfinale aus. Der Titelgewinn leitete die bis dahin erfolgreichsten Jahre der Vereinsgeschichte ein. Nicht nur auf nationaler Ebene, sondern auch auf internationalem Parkett sorgte die Rehhagel-Elf nun für Furore. War Werder zuvor häufig unglücklich in den ersten Runden des UEFA-Pokals gescheitert, so folgten nun eine ganze Reihe von glanzvollen Europapokalspielen im Weserstadion. In einigen Fällen gelang es durch „Wunder von der Weser“ deutliche Hinspielniederlagen noch wettzumachen. Dazu zählen insbesondere das 5:0 beim ersten Auftritt im Landesmeister-Wettbewerb 1988/89 über BFC Dynamo sowie ein 5:1 im UEFA-Pokal 1990 über die Maradona-Elf SSC Neapel. Mit beherztem Offensivfußball gewann Rehhagels Mannschaft zahlreiche Anhänger hinzu. Nach weiteren Titeln im DFB-Pokal 1991 und im darauf folgenden europäischen Pokalsiegerwettbewerb 1992, dem dritten deutschen Meistertitel 1993 sowie dem erneuten nationalen Pokalsieg 1994 wurde Rehhagel als „König Otto“ gefeiert.
Nach 14 Jahren verließ Rehhagel Werder Bremen. Auf einer Pressekonferenz am 13. Februar 1995 begründete er seine Entscheidung damit, dass er sich in seinem Leben noch einmal einer neuen Herausforderung stellen wolle. Ein gewichtiger Grund für seinen Entschluss dürfte aber auch die von ihm gewünschte, aber gescheiterte Verpflichtung Stefan Effenbergs gewesen sein. Rehhagel wollte um ein Mittelfeld mit Andreas Herzog, Mario Basler, Dieter Eilts und Stefan Effenberg eine große Mannschaft aufbauen, die mit europäischen Spitzenteams auf einer Ebene stünde. Er war mit dieser Vision auch bereits an die Öffentlichkeit gegangen, bevor die Verhandlungen mit Effenberg scheiterten und sich darüber hinaus Andreas Herzog für den Wechsel von Bremen zum FC Bayern entschieden hatte. Im letzten Spiel Rehhagels als Trainer für Werder verspielte die Mannschaft ausgerechnet bei seinem neuen Arbeitgeber Bayern München mit einer 1:3-Niederlage die noch mögliche Meisterschaft. Auf Rehhagel folgte bei Werder eine Periode von vier Jahren, in denen mehrere Trainer tätig waren. Erst 1999 begann mit Thomas Schaaf wieder eine Phase der Kontinuität, in der an die Erfolge unter Rehhagel angeknüpft werden konnte.

### Bayern München, 1995/96
Neben Rehhagel waren im Sommer 1995 mit Jürgen Klinsmann, Thomas Strunz, Andreas Herzog und Ciriaco Sforza vier gestandene Nationalspieler für insgesamt 22 Millionen DM Ablöse nach München gewechselt. Zum Auftakttraining der Bayern fanden sich über 6000 Menschen auf dem Vereinsgelände an der Säbener Straße ein, ein sichtlich gut gelaunter Otto Rehhagel bediente sich eines Megaphons, um seinen Spielern Anweisungen zu geben. Der Start in die Runde 1995/96 verlief außerordentlich erfolgreich: Mit sieben Siegen in Folge gelang den Bayern ein neuer Bundesliga-Startrekord. Mit dem Aus in der zweiten Pokalrunde bei Fortuna Düsseldorf erhielt das scheinbar unschlagbare „Dreamteam“, wie die Bayern-Mannschaft in den Medien bezeichnet wurde, aber bereits einen ersten Dämpfer, und nachdem die Rehhagel-Elf am achten Spieltag beim amtierenden Meister Borussia Dortmund mit 1:3 auch ihr erstes Ligaspiel und am Spieltag darauf gegen Mönchengladbach ihr erstes Heimspiel verloren hatten, zeigte sich schnell, dass Rehhagel seinen neuen Job unterschätzt hatte, wie er später selbst eingestand. Auch Bayern-Präsident Beckenbauer hatte dieses Problem anfangs falsch eingeschätzt, vor Saisonbeginn hatte er sich in einem Interview noch so geäußert:

„Wenn du bei einer solchen Mannschaft einen schwachen Trainer hast, dann kann das kaum etwas werden. Aber der Otto ist ein starker, erfahrener Mann, der sich mit diesen Leuten auskennt.“

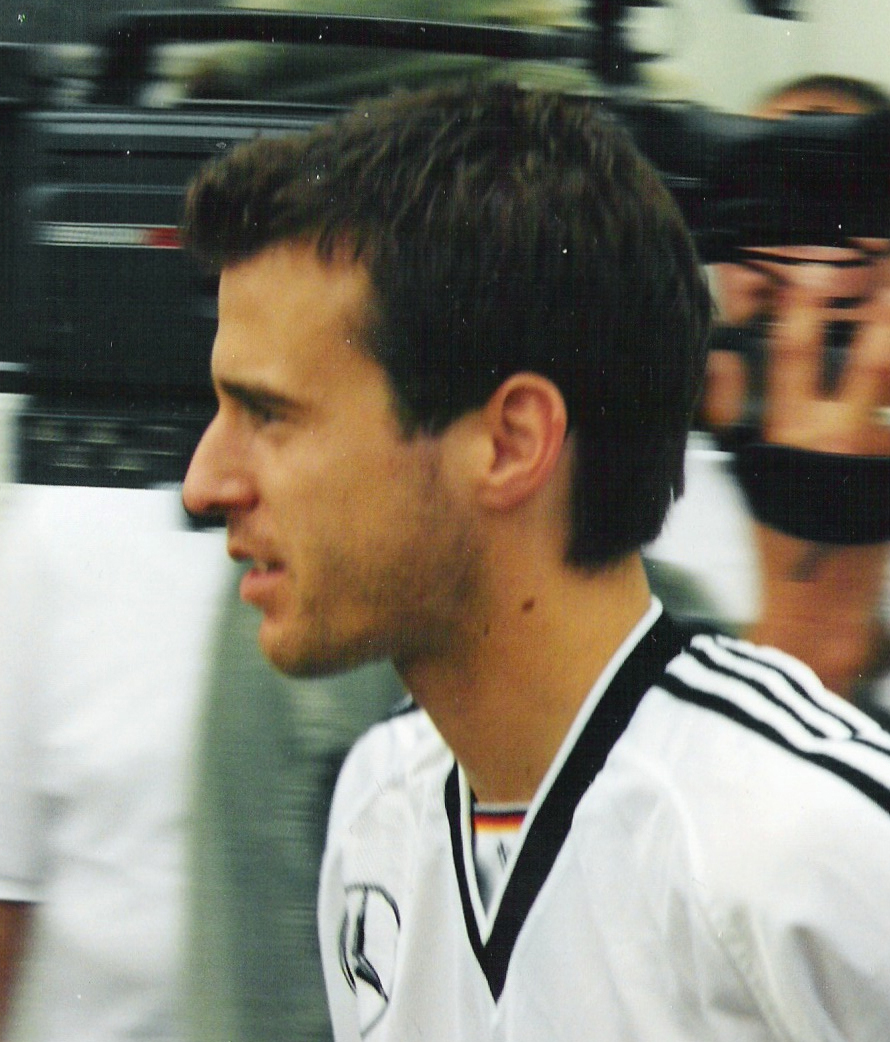
Mehmet Scholl zählte zu jenen Spielern beim „FC Hollywood“ der Saison 1995/96, die ihre Meinung über den Trainer gerne auch öffentlich kundtaten.

 Während Rehhagel in Bremen eine Erfolgsmannschaft samt ihren Stars wie Völler, Herzog und Basler selbst geformt hatte, traf er in München von Beginn an auf eine derart große Zahl von gestandenen Nationalspielern, dass einige von ihnen auf der Bank Platz nehmen mussten. Rehhagels vor Saisonbeginn ausgegebene Devise „Der Star ist die Mannschaft“ war diesen Spielern fremd; sie befürchteten vielmehr, dass ihr eigenes Ansehen und ihr Marktwert unter Rehhagels Rotationssystem leiden könne. Einige klagten auch über fehlende Kommunikation zwischen Trainer und Spielern und ein einfallsloses, immer gleiches Training, oder übten Kritik an Rehhagels Taktik. Schon im Herbst äußerten die ersten, allen voran Jean-Pierre Papin und Mehmet Scholl, öffentlich Abwanderungsgedanken.
Scholl sagte im Kicker:

„Ich ziehe das konsequent durch: Rehhagel oder ich. Jetzt tut’s einen Schlag. Und wenn sie mich rausschmeißen ist es mir auch wurscht. Dann gehe ich. […] Fakt ist, wir spielen seit acht Wochen und haben noch immer keine Taktik. Wir stehen doch nur so gut da, weil wir so gute Einzelspieler haben.“

Das Interview blieb für Scholl genauso folgenlos wie weitere Äußerungen von Spielern in den folgenden Wochen. Bereits nach dem zehnten Spieltag, nach einem 1:0-Sieg beim FC St. Pauli, empörte sich auch Präsident Beckenbauer über die von Rehhagel geführte Mannschaft: Nach dem „Katastrophenspiel“ solle diese „Schülermannschaft“ „froh sein, daß ich nicht mehr Trainer bin.“ Nachdem Rehhagel darauf entgegnet hatte, Beckenbauer müsse „zusehen, daß er nicht über das Ziel hinausschießt“, ruderte der Bayern-Präsident zwar öffentlich zurück, aber seine Äußerungen hatten bereits angedeutet, dass die vermeintliche „Traumehe“ zwischen Beckenbauer und Rehhagel sich schließlich als Irrtum herausstellen sollte, wie der Spiegel später konstatierte.
Sportlich stabilisierte sich die Situation im Rundenverlauf zwar weitgehend. Doch Rehhagel hatte nicht nur Teile der Mannschaft gegen sich, sondern bald auch keine Rückendeckung durch die Vereinsführung mehr. Aufrührer Scholl wurde mehrfach von Beckenbauer protegiert, der von Rehhagel gewünschte Verkauf von Papin fand ebenso wenig statt wie die Verpflichtung seines Wunschspielers Jürgen Kohler, hingegen wurden entgegen der Einschätzung des Trainers Verhandlungen mit dem Portugiesen João Pinto aufgenommen. In der Fach- und Boulevardpresse wurde zunehmend kritischer über Rehhagel berichtet, was auch als Antwort auf Äußerungen Rehhagels wie „Meine Taktik ist immer richtig.“ zu verstehen war.
Die vereinsinternen persönlichen Differenzen sorgten schlussendlich dafür, dass Rehhagel beim FC Bayern das Saisonende nicht mehr als verantwortlicher Übungsleiter erlebte. Schon nach dem 1:0-Sieg beim VfB Stuttgart am 28. Spieltag hatte es Gerüchte über eine Rückkehr von Jupp Heynckes oder von Giovanni Trapattoni zur neuen Saison gegeben, obwohl die Bayern zu diesem Zeitpunkt noch punktgleich mit Tabellenführer Borussia Dortmund auf Rang 2 der Tabelle standen. Ende April 1996, drei Wochen vor Saisonende, wurde Rehhagel schließlich entlassen, nachdem mit einer 0:1-Niederlage gegen Hansa Rostock die Meisterschaft außer Reichweite geraten war. Karl-Heinz Wild fasste im Kicker die Ursachen wie folgt zusammen:

„Allein Rehhagel reagierte nicht. Weder auf gut gemeinte Ratschläge seitens der Führung noch auf Anregungen der Spieler. Nicht die Probleme, die Rehhagel mit den Medien hat, führten zur Trennung, sondern die fachlichen Differenzen.“

Trotz der verpassten Meisterschaft fiel Rehhagels sportliche Bilanz beim FC Bayern durch den Finaleinzug und den damit verbundenen Gewinn des UEFA-Pokals unter Beckenbauer, der den Trainerposten interimsweise übernommen hatte, positiv aus. Auf dem Weg ins Finale hatte die Mannschaft u. a. hohe Siege gegen Benfica Lissabon und Nottingham Forest erreicht sowie im Halbfinale den FC Barcelona geschlagen.

### 1. FC Kaiserslautern, 1996 bis 2000

#### Wiederaufstieg und Meisterschaft
In Kaiserslautern ging es im Sommer 1996 turbulent zu: Der FCK war erstmals seit 1963 aus der Bundesliga abgestiegen, hinter den Kulissen gab es ein Gerangel um Kompetenzen und Posten in der Vereinsführung. Nach einer kontroversen Aussprache auf einer außerordentlichen Mitgliederversammlung am 9. Juli war das Präsidium um Norbert Thines schließlich überraschend zurückgetreten. Trainer Eckhard Krautzun, der noch vor Saisonende für den entlassenen Friedel Rausch eingestellt worden war, hatte zu diesem Zeitpunkt bereits mit mehreren Neuverpflichtungen die personellen Weichen für die nächste Saison gestellt. Zehn Tage nach dem Rücktritt der alten Vereinsführung wurde jedoch Otto Rehhagel als neuer Trainer verpflichtet. Der für den sportlichen Bereich zuständige Aufsichtsrat Jürgen Friedrich, mit Rehhagel seit den gemeinsamen Jahren 1968 bis 1972 als Spieler in Kaiserslautern freundschaftlich verbunden, hatte ihm die neue Aufgabe mit der Aussicht „Bei uns darfst du wieder Otto sein“ schmackhaft gemacht, garniert mit einem stattlichen Gehalt. Er rechtfertigte die mit der Kündigung Krautzuns verbundene Verpflichtung im Kicker: „Wir wollten eine sportliche Führung, die absolute Autorität ausstrahlt. Bei Krautzun verspürten wir permanente Unsicherheit.“ und stellte im selben Interview darüber hinaus klar:

„Otto Rehhagel hat absolut das Sagen, Briegel ist der Koordinator zwischen Aufsichtsrat, Trainer und Mannschaft, Feldkamp und ich werden uns im Hintergrund bewegen, mit Sicherheit keine Kommentare abgeben, die Rehhagel unterlaufen würden.“

Ähnlich wie in Bremen und ganz anders als in München zuvor fand Rehhagel damit ein Umfeld vor, in dem er im sportlichen Bereich uneingeschränkt „regieren“ konnte. Vor Saisonbeginn versuchte er noch, allzu hohe Erwartungen zu dämpfen, indem er betonte, auf die Personalauswahl – die Neuverpflichtungen, darunter Thomas Franck aus Dortmund und Ratinho vom FC Aarau waren noch von seinem Vorgänger veranlasst worden – keinen Einfluss gehabt zu haben. Mit zwei weiteren Verstärkungen, dem dänischen Abwehrhünen Michael Schjønberg sowie dem Ex-Werderaner Wynton Rufer bewies Rehhagel allerdings eine glückliche Hand. Er setzte auch in Kaiserslautern auf sein vertrautes System, kampfbetont und erfolgsorientiert, nicht schön, aber effektiv, und trotz einer durchwachsenen Vorrunde war der Erfolg der Mission „direkter Wiederaufstieg“ während der Zweitligasaison 1996/97 nie ernsthaft in Gefahr. Bereits vier Spieltage vor Saisonende, nach einem 7:0 über den VfB Lübeck, stand der FCK als Aufsteiger fest und wurde schließlich mit zehn Punkten Vorsprung Zweitligameister.
Mitten in den Aufstiegsfeierlichkeiten entluden sich aber vereinsinterne Verstimmungen, die aufgrund der unklaren Kompetenzverteilung zwischen Trainer und Manager entstanden waren. Hans-Peter Briegel, der sich insbesondere bei Neuverpflichtungen durch Otto Rehhagel übergangen fühlte, äußerte in einem Interview mit der Rheinpfalz am 12. Juni 1997 die Befürchtung, der 1. FC Kaiserslautern könne zu einem „FC Rehhagel“ werden, worauf der Angegriffene ebenso scharf konterte: „Herr Briegel ist noch ein Lehrling in diesem Bereich. Wenn er einmal eine Meisterschaft gewonnen hat, darf er mich kritisieren.“ Briegel trat schließlich im Oktober von seinem Amt zurück.
In der Spielzeit 1997/98 wurde mit dem 1. FC Kaiserslautern erstmals in der Geschichte der Bundesliga ein Aufsteiger Deutscher Meister. Die Tatsache, dass die Lauterer Bayern München im ersten Saisonspiel im Olympiastadion hatten schlagen können und die ganze Saison über hinter sich ließen, war für Otto Rehhagel eine riesige Genugtuung:

„Es gibt einen Fußballgott – und der sieht alles. Die Rechnung kommt immer, manchmal gleich, manchmal ein wenig später.“

#### Das schnelle Ende des Höhenfluges

Die hohen Erwartungen der FCK-Fans – hier vor einem Spiel im April 2000 – die Rehhagel nach dem Gewinn der Meisterschaft 1998 selbst geweckt hatte, konnten Trainer und Mannschaft nicht erfüllen.

Nach dem Gewinn der Meisterschaft stiegen Erwartungen und Ansprüche an. Rehhagel, der Kaiserslautern überschwänglich zur „Hauptstadt der Fußballwelt“ ausgerufen hatte, wollte mit dem Verein nun mit den Großen der Liga, Bayern München und Borussia Dortmund, konkurrieren. Dem eigenen Anspruch wurden Trainer und Mannschaft aber nicht gerecht. Die Abgänge von Leistungsträgern der Vorjahre wie der in die tschechische Heimat zurückkehrende Libero Miroslav Kadlec waren nicht durch gleichwertige Neuzugänge kompensiert worden. Als Verstärkung geholte Spieler wie Hany Ramzy und Samir Ibrahim erwiesen sich allenfalls als Ergänzungen, notwendige Umwälzungen im Kader blieben aus. Mit nur zwölf Punkten aus den ersten neun Spielen fand sich der amtierende Deutsche Meister nach einem holprigen Start in die Bundesligasaison 1998/99 plötzlich im Niemandsland der Tabelle wieder. Die Mannschaft fand zwar bald wieder Anschluss an die führenden Teams und in der Champions League konnte sich die Rehhagel-Elf als souveräner Gruppensieger durchsetzen. Doch das Los bescherte den Lauterern im Viertelfinale des Wettbewerbs ausgerechnet die Bayern als Gegner. Und die behielten im nationalen Duell mit zwei klaren Siegen die Oberhand. In der Bundesliga verpassten die „Roten Teufel“ durch eine 1:5-Schlappe am letzten Spieltag bei der abstiegsgefährdeten Frankfurter Eintracht die Qualifikation zur Champions-League.
Für zusätzliche Unruhe inmitten der sportlichen Krise während der Rückrunde hatte Ciriaco Sforza gesorgt, der über das Fachblatt Kicker kurz vor Saisonende öffentlich personelle Versäumnisse der sportlichen Leitung anprangerte und Verstärkungen forderte. Die Presse nahm diese Vorlage dankbar auf, und weitere unzufriedene Spieler taten ihren Unmut kund. Einige Leistungsträger drängten auf ihre Freigabe, Jungnationalspieler Ballack etwa wollte nach Leverkusen, Rechtsaußen Buck nach Wolfsburg. Sforza selbst, der nicht mehr in der ihm von Rehhagel zugedachten Rolle als Libero spielen wollte, liebäugelte mit einem Wechsel in der Sommerpause zu Borussia Dortmund. Verein und Trainer bestanden jedoch auf Einhaltung seines Vertrages, und Rehhagel ignorierte nicht nur Sforzas Wunsch, sondern verpflichtete mit Youri Djorkaeff einen neuen Spieler auf dessen Lieblingsposition. Der Konflikt zwischen Star und Trainer eskalierte: Sforza warf Rehhagel Ende August in einem Interview mit der Welt am Sonntag „gravierende Fehler im Arbeits- und Führungsstil“ vor: „Die Zeit von Befehl und Gehorsam ist vorbei, in allen Lebensbereichen“. Zudem kritisierte er Rehhagels Einkaufspolitik ebenso wie den Umgang mit den Spielern, der insbesondere junge Talente wie Michael Ballack oder Thomas Riedl zum Weggang bewogen habe. Der Verein reagierte auf die öffentliche Kritik Sforzas mit einer hohen Geldstrafe und einer vorübergehenden Suspendierung.
Sportlich verlief auch die Spielzeit 1999/2000 nicht besser, der 1. FC Kaiserslautern landete auf dem fünften Rang mit drei Punkten Rückstand auf Platz vier. Bei den Fans machte sich Enttäuschung breit, nicht nur aufgrund der schwachen Heimbilanz mit sechs Saisonniederlagen. Man hatte nicht zuletzt aufgrund von Rehhagels Ankündigungen gehofft, dass sich der FCK in der deutschen und europäischen Spitze würde etablieren können. Als dann auch der Start in die Saison 2000/01 missriet, nahm Rehhagel nach dem 1:1 gegen Energie Cottbus im Heimspiel am 30. September 2000, bei dem es Pfiffe und lautstarke „Otto raus“-Rufe von den Rängen gegeben hatte, seinen Hut.

### Griechische Nationalmannschaft, 2001 bis 2010

#### Vom Außenseiter zum Europameister
Die Trainerkarriere des inzwischen 62-Jährigen schien damit beendet zu sein. Zwar wurde Rehhagel hin und wieder bei einem Bundesliga- oder Länderspiel als Interviewpartner um einen Kommentar gebeten, es hatte aber nicht den Anschein, er würde sich um eine neue Anstellung bemühen. Daher kam die Meldung, dass Rehhagel die griechische Nationalmannschaft übernehmen würde, aus heiterem Himmel.
Die Erfolge der Griechen im internationalen Fußball waren bis dahin sehr überschaubar: Die Nationalmannschaft hatte mit der Europameisterschaft 1980 sowie der Weltmeisterschaft 1994 erst zwei Mal die Endrunde eines bedeutenden Turniers erreicht, ohne dort zu Erfolgen zu kommen, im Gegenteil: In beiden Turnieren gelang kein einziger Sieg, und von der WM 1994 war man gar mit 0:10 Toren aus drei Niederlagen zurückgekehrt. Die hellenische Nationalmannschaft litt unter der Dominanz der drei rivalisierenden Hauptstadtklubs Panathinaikos, AEK und Olympiakos Piräus, deren Vereinsführungen und Mäzene einen erheblichen Druck auf die Zusammensetzung der Nationalelf ausübten. Nur ein unvoreingenommener ausländischer Trainer, so die Meinung der Verbandsverantwortlichen, konnte diesen Knoten lösen. Für Rehhagel kam diese neue Herausforderung wie gerufen. Als deutscher Bundestrainer, als der er in den 1990er Jahren zeitweise gehandelt wurde, kam er zu diesem Zeitpunkt nicht in Frage, und mit der griechischen Nationalelf bot sich für ihn die Chance, sich nach den Auftritten mit Werder Bremen, Bayern München und dem 1. FC Kaiserslautern wieder auf internationaler Ebene zu beweisen.
Zwar missglückte Rehhagels Debüt als Nationaltrainer am 5. September 2001 beim Spiel in Finnland, das mit 1:5 verloren ging, doch eine Qualifikation zur WM 2002 war zu diesem Zeitpunkt ohnehin nicht mehr möglich gewesen. Rehhagel blieb daher genug Zeit, sich bis zum Beginn der Qualifikation zur Europameisterschaft 2004 ein Bild von potenziellen Nationalspielern zu machen und das Umfeld der Nationalmannschaft zu ordnen. Seine Arbeit war von Erfolg gekrönt. Wieder einmal schaffte er es, aus einer Reihe eher durchschnittlich begabter Einzelkönner eine hungrige, schlagkräftige Elf zu formen. Denn die Griechen ließen in ihrer Qualifikationsgruppe 6 völlig unerwartet die favorisierten Spanier hinter sich und blieben bis zur EM-Endrunde insgesamt 15 Spiele in Folge unbesiegt. Nach dem Erfolgsgeheimnis befragt, antwortete Rehhagel:

„Die Griechen haben die Demokratie erfunden. Ich habe die demokratische Diktatur eingeführt.“

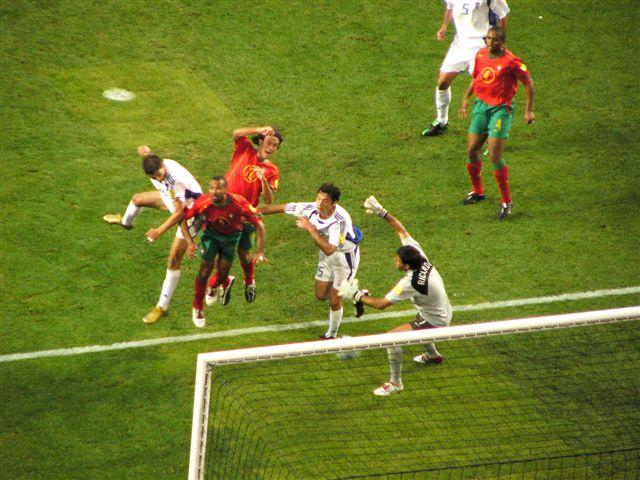
Charisteas erzielte per Kopf das entscheidende 1:0 im Finale der EM 2004.

Er spielte damit darauf an, dass er sich im griechischen Verband – wie schon zuvor in Bremen und Kaiserslautern – eine Stellung verschafft hatte, die ihm uneingeschränkte Macht gewährleistete und von internen und externen Einflüssen weitgehend freies Arbeiten ermöglichte. Rehhagel betonte aber auch, dass er innerhalb der Mannschaft ein neues Gemeinschaftsgefühl geschaffen habe, was eine wesentliche Grundlage für den Erfolg gewesen sei: „Früher hat jeder gemacht, was er will. Jetzt macht jeder, was er kann.“ Die Erfolgsserie setzte sich auch während des Endrundenturniers in Portugal fort. Mit etwas Glück überstanden die Griechen die Vorrunde in einer Gruppe mit dem Gastgeber und späteren Finalgegner Portugal, schalteten anschließend Titelverteidiger Frankreich und den Mitfavoriten Tschechien aus und besiegten im Endspiel Gastgeber Portugal mit 1:0. Die griechische Mannschaft hatte zwar nicht durch technisch herausragenden Fußball geglänzt, aber durch konsequente Manndeckung und eine rigorose Defensivtaktik selbst spielerisch überlegene Teams erst gar nicht zu Chancen kommen lassen. Vorwürfe, dass der unattraktive Stil und die antiquierte Taktik seiner Mannschaft nicht den Vorgaben des modernen Fußballs entsprächen, kommentierte Rehhagel lapidar: „Modern spielt, wer gewinnt.“
Otto Rehhagel war mit seinen 66 Jahren der bis dato älteste Trainer, dem es gelungen war, mit seiner Mannschaft Europameister zu werden. Der Rekord wurde allerdings schon vier Jahre später bei der EM 2008 mit dem 69-jährigen spanischen Trainer Luis Aragonés gebrochen. Deutsche Medien verliehen Rehhagel für seine außergewöhnliche Trainerleistung in Abwandlung des griechischen Heldennamens Herakles den Spitznamen Rehakles. Auch sein alter Spitzname „König Otto“ erhielt in Reminiszenz an Otto von Bayern, den ersten Herrscher des Königreichs Griechenland, neue Popularität.

#### Nach dem Titelgewinn

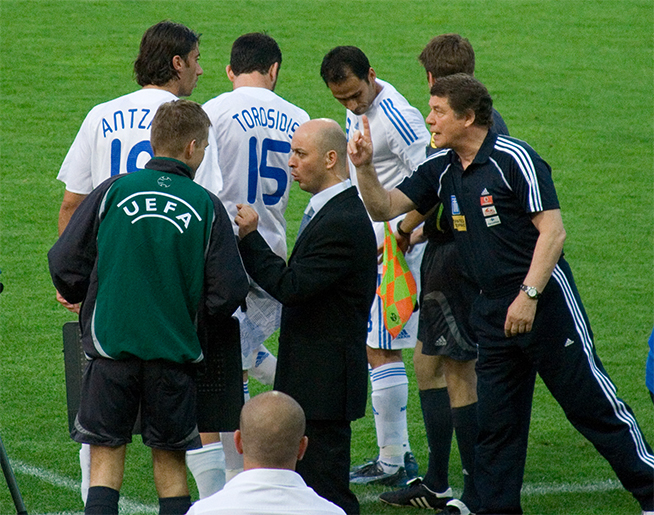
Otto Rehhagel bei der Arbeit als Trainer der Griechischen Nationalmannschaft (2008)

Da die deutsche Nationalmannschaft zu diesem Zeitpunkt an einem Tiefpunkt angelangt war, hätte sich Rehhagel nach diesem Erfolg wieder berechtigte Hoffnungen auf den Posten des Bundestrainers machen können. Teamchef Rudi Völler war nach dem enttäuschenden frühen Ausscheiden der deutschen Elf bei der Europameisterschaft zurückgetreten, und einer der Favoriten auf dessen Nachfolge, Ottmar Hitzfeld, hatte bereits frühzeitig abgewunken. Rehhagel stand allerdings bei den Griechen noch zwei Jahre unter Vertrag, und die griechische Öffentlichkeit erwartete von ihm, dass er seine Arbeit fortsetzte. „Notfalls werden wir Sie am Dach des Olympiastadions festbinden, damit Sie nicht weggehen“, brachte die stellvertretende griechische Kulturministerin Griechenlands, Fani Palli-Petralia, die Stimmung im Land nach dem Titelgewinn 2004 auf den Punkt. Die Stadt Athen verlieh Rehhagel die Ehrenbürgerschaft, und von den Lesern der griechischen Tageszeitung Ta Nea wurde er als erster Ausländer zum „Griechen des Jahres“ gekürt. In Deutschland hingegen gab es insbesondere wegen seiner ihm nachgesagten Verweigerung gegenüber dem modernen Fußball Bedenken gegen seine Verpflichtung. Im Hinblick auf die bevorstehende Weltmeisterschaft im eigenen Land befürchtete man einen Rückschritt, wenn er das Amt des Bundestrainers übernähme. Der DFB bot ihm dennoch einen Vertrag an, den Rehhagel jedoch am 10. Juli 2004 ablehnte.
Obwohl ein Erfolg wie der Gewinn der Europameisterschaft 2004 kaum zu wiederholen war, und trotz des Vorrunden-Aus' beim FIFA-Konföderationen-Pokal 2005 sowie der verpassten Qualifikation zur WM 2006 in Deutschland – hinter der Ukraine, dem Erzrivalen Türkei und Dänemark hatten die Griechen in ihrer Gruppe nur einen vierten Platz erreicht – verlängerte Rehhagel seinen Vertrag bei den Griechen im November 2005. Als nächstes Ziel stand die Europameisterschaft 2008 in der Schweiz und Österreich an, für die sich Rehhagels Schützlinge zwar problemlos qualifizierten, ihren Titel aber nicht verteidigen konnten. Mit drei Vorrundenniederlagen schieden die Griechen aus. Ähnlich verlief der letzte Wettbewerb, den Otto Rehhagel mit der griechischen Nationalmannschaft absolvierte. Die Weltmeisterschaft 2010 war nach 1994 erst die zweite WM-Endrunde, für die sich die Hellenen qualifizieren konnten, die nicht zuletzt durch die EM-Endrundenteilnahmen 2004 und 2008 inzwischen auf Rang 11 der FIFA-Weltrangliste geklettert waren. Doch die Griechen scheiterten trotz eines Sieges gegen Nigeria wie schon bei der EM zwei Jahre zuvor in ihrer Vorrundengruppe.
Der inzwischen fast 72-jährige Otto Rehhagel entschloss sich kurz nach der WM 2010, seine Tätigkeit in Griechenland nicht mehr fortzusetzen. Seine Bilanz wies nach fast neun Jahren 106 Länderspiele, zwei Europameisterschafts- und ein Weltmeisterschafts-Endrundenturnier auf, er war damit deutlich länger im Amt und wesentlich erfolgreicher als jeder griechische Nationaltrainer vor ihm.

### Hertha BSC, 2012

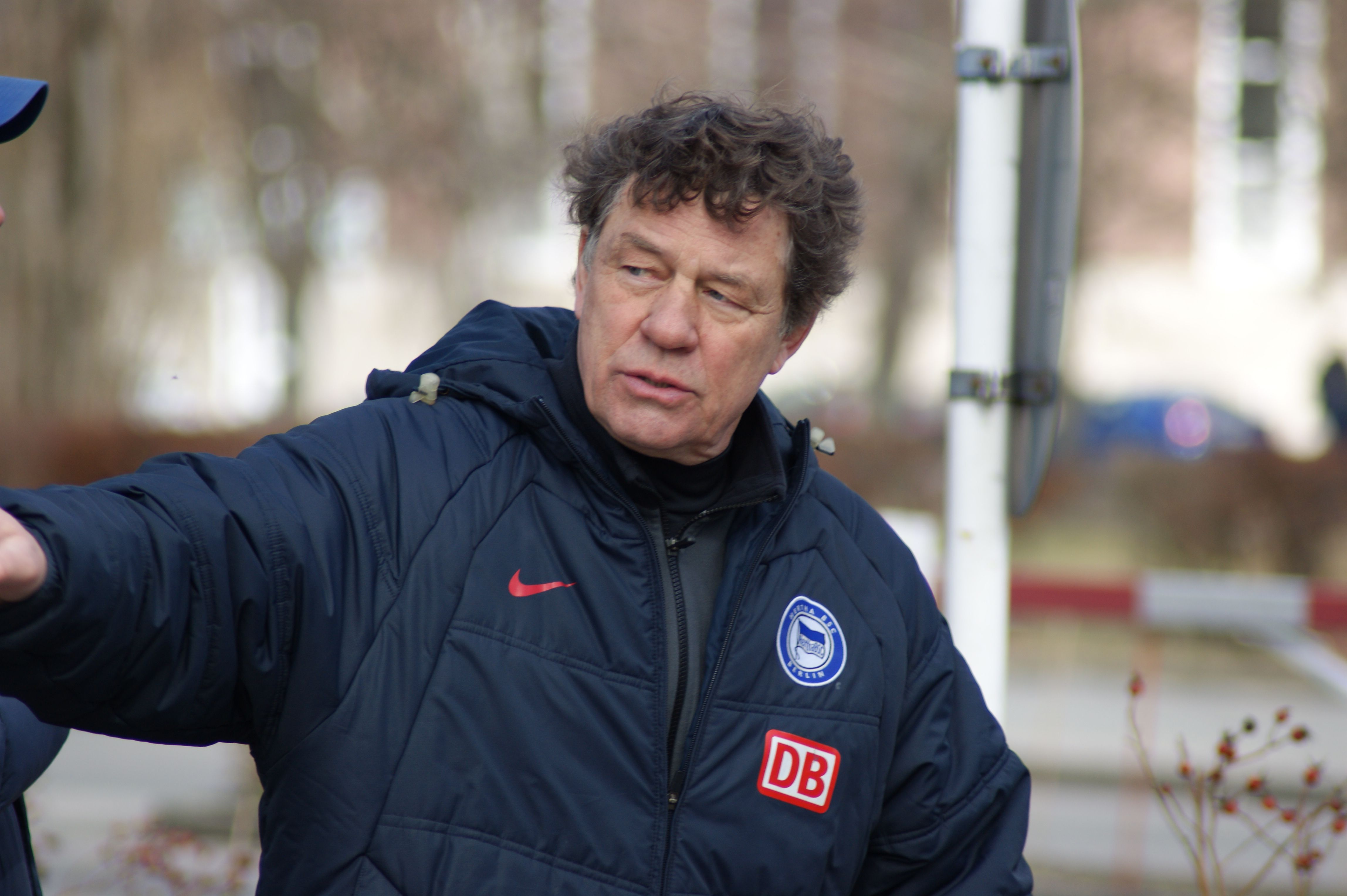
Otto Rehhagel 2012 als Trainer von Hertha BSC

Am 18. Februar 2012 gab der Bundesligist Hertha BSC überraschend die Verpflichtung von Otto Rehhagel als Cheftrainer bis zum Ende der Saison 2011/12 bekannt. Damit kehrte Rehhagel nach fast 12 Jahren Abwesenheit in die Bundesliga zurück. Mit 73 Jahren war er der älteste aktive Trainer in dieser Saison. Am letzten Spieltag der Saison wurde die Relegation erreicht, die man jedoch gegen Fortuna Düsseldorf verlor.
Durch die Anstellung in Berlin ist Rehhagel, gemeinsam mit Jörg Berger, der Trainer mit den meisten trainierten Vereinen in der Bundesliga (8 Vereine) und den meisten Stationen als Trainer in der Bundesliga (9 Stationen).

## Erfolge

### Als Nationaltrainer
- Europameister: 2004 (Griechenland)

### Als Vereinstrainer
International
- Europapokalsieger der Pokalsieger: 1992 (Werder Bremen)

National
- Deutscher Meister (3): 1988, 1993 (beide Werder Bremen), 1998 (1. FC Kaiserslautern)
- Deutscher Pokalsieger (3): 1980 (Fortuna Düsseldorf), 1991, 1994 (beide Werder Bremen)
- Deutscher Supercupsieger (3) : 1988, 1993, 1994 (alle Werder Bremen)
- Aufstieg in die Bundesliga (3): 1976 (Borussia Dortmund), 1981 (Werder Bremen), 1997 (1. FC Kaiserslautern)
  - als Meister der 2. Bundesliga: 1997
  - als Meister der 2. Bundesliga Nord: 1981
- Deutscher Hallenpokalsieger (2): 1989 (Werder Bremen), 1997 (1. FC Kaiserslautern)

## Ehrungen und Auszeichnungen
- 1985, 1987, 1988, 1989 und 1998: Kicker-Trainer des Jahres
- 1986: Ehrenmitglied des SV Eintracht Nemden
- 1997 und 1998: Mann des Jahres (Kicker) als Trainer des 1. FC Kaiserslautern
- 1998: Deutschlands Mannschaft des Jahres mit dem 1. FC Kaiserslautern
- 2004: Ehrenbürgerschaft der Stadt Athen
- 2005:  Verdienstkreuz 1. Klasse des Verdienstordens der Bundesrepublik Deutschland
- 2005: Otto Rehhagel und die Griechische Nationalmannschaft erhalten den Laureus World Sports Award als „Mannschaft des Jahres“
- 2010: Walther-Bensemann-Preis (Sonderpreis) der Deutschen Akademie für Fußball-Kultur
- 2014: DFB-Preis Lebenswerk[57]
- 2018: Verdienstorden des Landes Nordrhein-Westfalen[58]
- 2019: Ehrenpreis der DFL[59]
- 2023: Aufnahme in die Hall of Fame des deutschen Fußballs.[60]

## Neben dem Fußball
Wenige Monate nach dem Umzug nach Berlin, um Weihnachten 1963, heiratete Otto Rehhagel seine Jugendliebe Beate, die aus dem Essener Stadtteil Steele stammt und die ihm im Sommer 1963 nach Berlin gefolgt war. Das Paar hat einen Sohn, Jens (* 1973), der unter anderem bei den Amateuren von Werder Bremen Fußball spielte. Otto Rehhagel äußerte sich zu dem späten Elternglück in einem Interview so: „Beate und ich waren schon zehn Jahre verheiratet und haben gedacht, daß wir keinen Nachwuchs bekommen können. Und dann kam Jens. Das war das große Glück unseres Lebens.“
Rehhagel nahm zweimal als Mitglied der Bundesversammlung an der Wahl des Bundespräsidenten der Bundesrepublik Deutschland teil: An der 11. Bundesversammlung 1999 auf Vorschlag der CDU-Fraktion im Landtag Rheinland-Pfalz und an der 15. Bundesversammlung 2012 auf Vorschlag der CDU-Fraktion im Abgeordnetenhaus von Berlin.

## Soziales Engagement
Otto Rehhagel ist seit 2016 Mitglied des Kuratoriums der Stiftung Universitätsmedizin Essen. Neben der beratenden Funktion unterstützt er als Schirmherr die regelmäßige Aktion „Ein Tor – ein Lächeln“ und begleitet die Besuche diverser Fußballstars in der Kinderklinik des Universitätsklinikums Essen.
Rehhagel ist Kuratoriumsmitglied der Sepp-Herberger-Stiftung.